# 星の円環

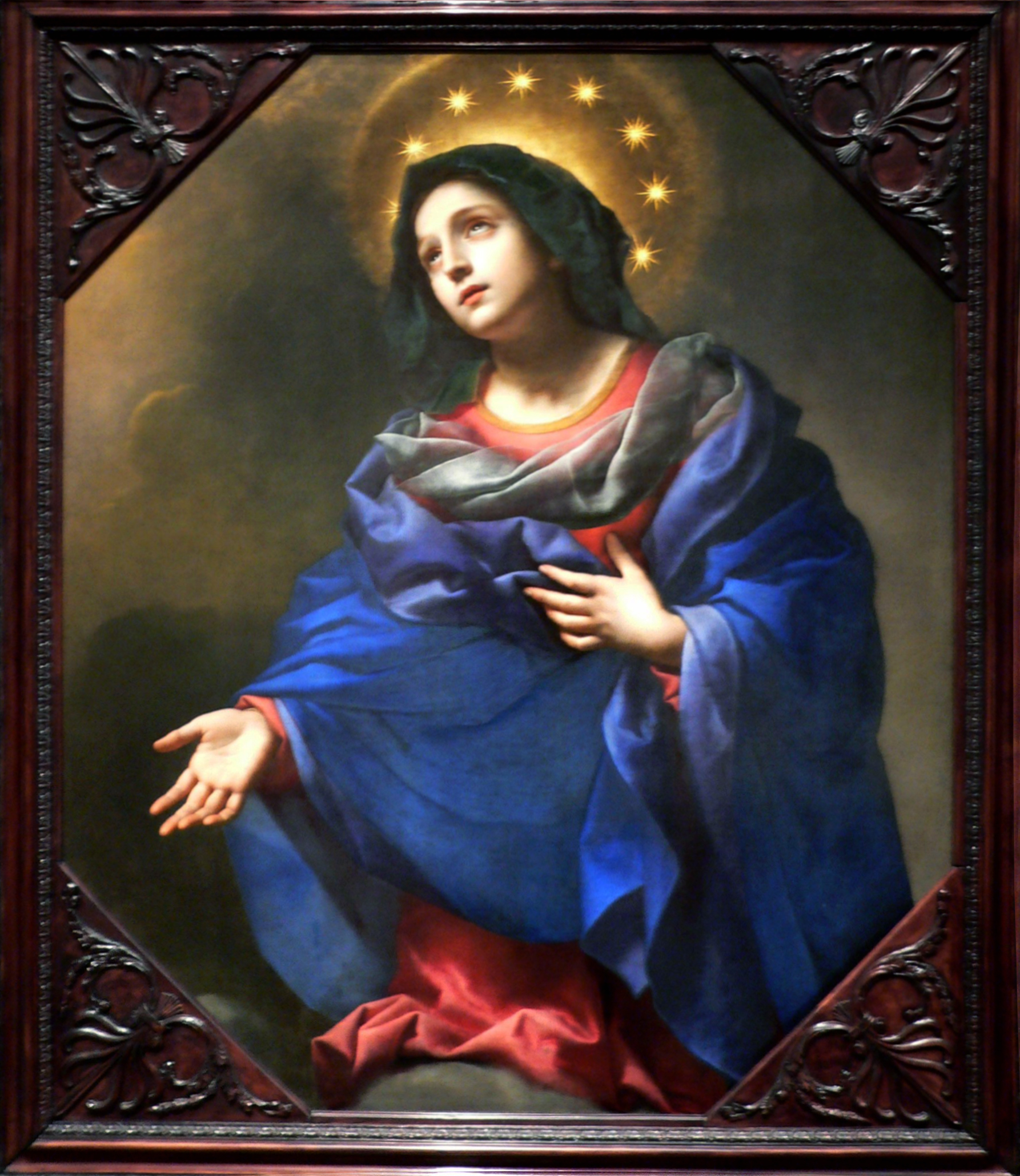
カルロ・ドルチ画、1670年頃

星の円環（ほしのえんかん、circle of stars）は、多くの場合、旗、印章、標識で団結、連帯、調和を表し、黙示録の女に関連する図像のモチーフや、不死の冠を描写するバロックの寓意画にも見られる。

## ギャラリー

### 旗

欧州旗
国際汎ヨーロッパ連合旗
以前のアメリカ合衆国の国旗
アメリカ連合国海軍旗、1861年-1863年
アメリカ連合国の国旗、1861年-1863年
ジョージア州の旗
ミャンマーの国旗
クック諸島の国旗
カーボベルデの国旗
インディアナ州の旗
ロス・リオス州旗

### 印章

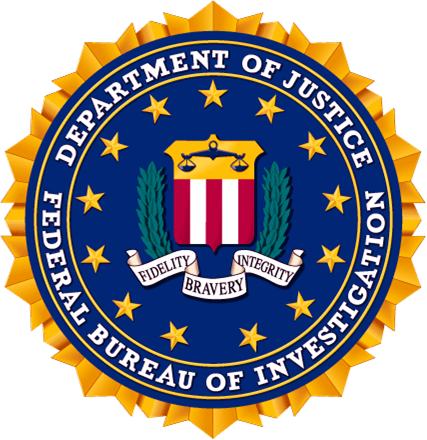
連邦捜査局
ブラジルの国章
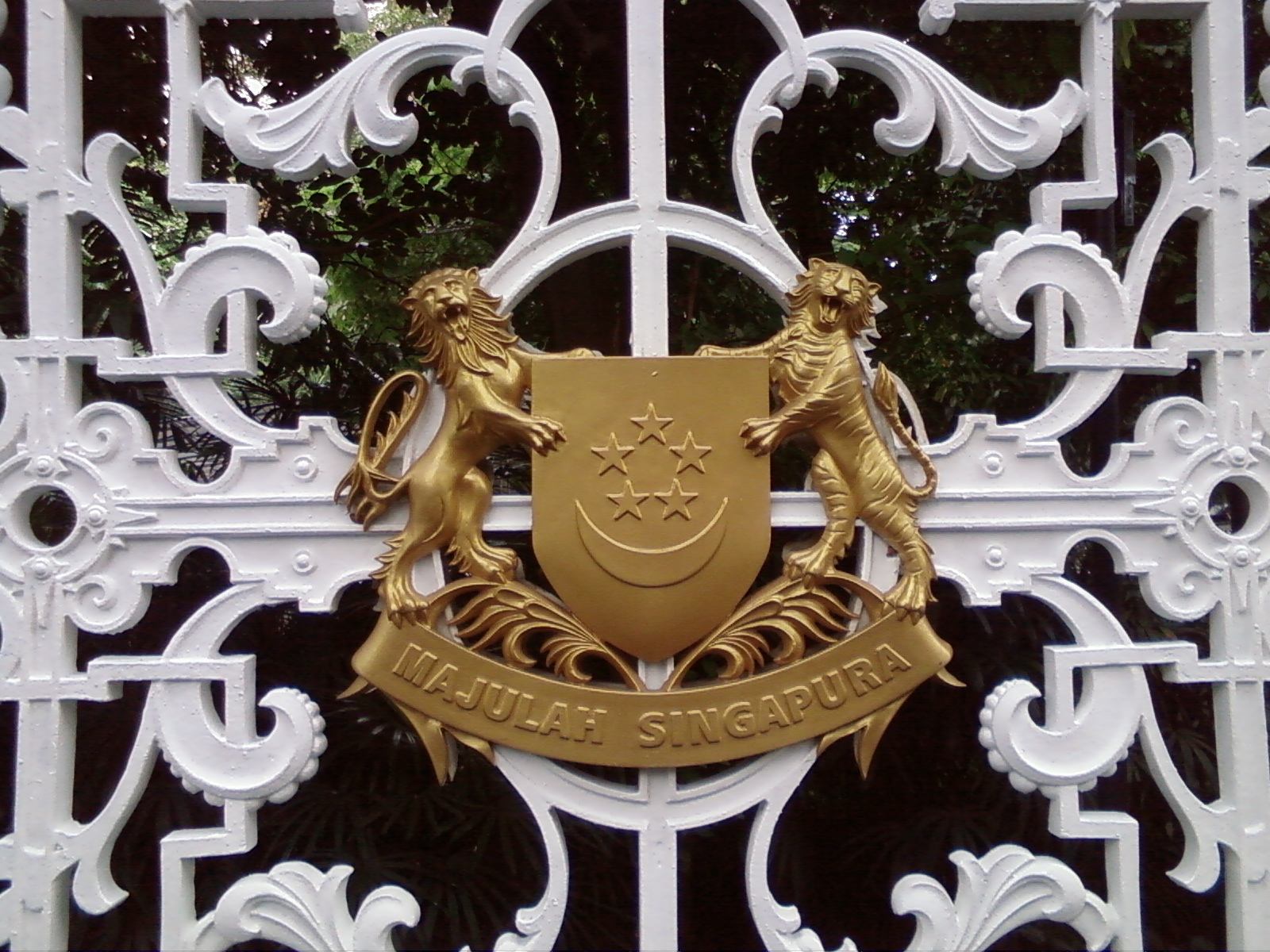
シンガポールの国章
アメリカ空軍章